# 杜氏圓綿蟹
杜氏圓綿蟹（学名：Sphaerodromia ducoussoi），又名圓綿蟹，为綿蟹科圓綿蟹屬下的一个种。